# 1726 в Україні

## Особи

### Народились
- Феофіл (Ігнатович) (1726—1788) — єпископ Російської православної церкви Чернігівський та Новгород-Сіверський.
- Калинович Іван Олексійович (1726—1781) — український живописець, монах-василіянин.
- Яків Франк (1726—1791) — єврейський релігійний діяч 18 століття, що проголосив себе Месією. Творець секти свого імені.
- Яків Бублик (1726—1782) — козак Чернігівського полку, мав титули «значковий товариш», пізніше «військовий товариш».

### Померли
- 18 лютого Адам-Миколай Сенявський (1666—1726) — польський магнат, державний діяч Речі Посполитої, белзький воєвода (з 1692 р.), польний коронний гетьман (з 1702 р.), великий коронний гетьман (з 1706 р.), краківський каштелян (з 1710 р.)
- 26 липня Константій Владислав Собеський (1680—1726) — син короля Яна ІІІ Собеського, державний, політичний і військовий діяч Речі Посполитої.
- Милорадович Михайло Ілліч (1650—1726) — гадяцький полковник. Один із родоначальників козацько-старшинського роду Милорадовичів.

## Засновані, зведені
- Харківський колегіум
- Церква апостола Іоанна Богослова (Розкопанці)
- Великі Осняки
- Ладижинка
- Леськи
- Матяшівка (Великобагачанський район)
- Мурзинці
- Піщане (Кременчуцький район)
- Почапинці (Лисянський район)
- Сибереж

## Зникли, скасовані
- 14 липня сердюцькі полки